# Kornél Szűcs
Kornél Szűcs (Miskolc, 24 de septiembre de 2001) es un futbolista húngaro que juega en la demarcación de defensa para el Plymouth Argyle F. C. de la League One.

## Selección nacional
Tras jugar en las categorías inferiores de la selección, finalmente hizo su debut con la selección absoluta de Hungría el 14 de octubre de 2024 en un partido de la Liga de Naciones de la UEFA 2024-25 contra Bosnia y Herzegovina que finalizó con un resultado de 0-2 a favor del combinado húngaro tras un doblete de Dominik Szoboszlai.

## Clubes
| Club                       | País       | Año       | Partidos | Goles |
| -------------------------- | ---------- | --------- | -------- | ----- |
| Diósgyőri VTK II           | Hungría    | 2020      | 36       | 3     |
| Kazincbarcikai SC (cedido) | Hungría    | 2020      | 8        | 1     |
| Diósgyőri VTK              | Hungría    | 2020      | 16       | 0     |
| Kazincbarcikai SC (cedido) | Hungría    | 2021      | 8        | 0     |
| Diósgyőri VTK              | Hungría    | 2021-2023 | 30       | 0     |
| Kecskeméti TE              | Hungría    | 2023-2024 | 35       | 0     |
| Plymouth Argyle F. C.      | Inglaterra | 2024-     | 39       | 0     |